# 刺客旅館：捍衛任務世界
《刺客旅館：捍衛任務世界》（英語：The Continental: From the World of John Wick）或簡稱《刺客旅館》（英語：The Continental），是一部美國犯罪劇情迷你劇，《捍衛任務》系列之衍生及前傳作品。故事敘述「大陸飯店」（The Continental）是一處供各種殺手、地下人士們休息的地方，且其神秘的內部運作也將被揭露。該劇由格雷格·柯立芝、柯克·沃德和蕭恩·西蒙斯開發；2023年9月22日於串流媒體孔雀首播，國際市場則在Prime Video上播出。

## 劇情
1970年代，溫斯頓·史考特在紐約市闖蕩，最後成為當地「大陸飯店」（The Continental）的掌管者。

## 演员列表
- 柯林·伍德爾飾演溫斯頓·史考特（Winston Scott）
- 梅爾·吉勃遜飾演柯馬克（Cormac）
- 休伯特·柏恩特-杜·魯爾（Hubert Point-Du Jour）飾演邁爾斯（Miles）
- 潔西卡·艾連（英语：Jessica Allain）飾演露（Lou）
- 蜜雪兒·普拉達（英语：Mishel Prada）飾演凱蒂（KD）
- 楊紅絨飾演嚴（Yen）
- 班·羅伯森（英语：Ben Robson）飾演法蘭基（Frankie）
- 彼得·葛林（英语：Peter Greene）飾演查理叔叔（Uncle Charlie）
- 阿約米德·阿德剛（Ayomide Adegun）飾演沙隆（Charon）
- 傑瑞米·巴布（英语：Jeremy Bobb）飾演梅修（Mayhew）
- 凱蒂·麥克格拉思飾演審判員（The Adjudicator）
- 雷·麥金儂（英语：Ray McKinnon）飾演詹金斯（Jenkins）
- 亞當·沙皮洛（Adam Shapiro）飾演雷米（Lemmy）
- 馬克武藏（英语：Mark Musashi）飾演漢賽爾（Hansel）
- 瑪莉娜·馬澤帕（英语：Marina Mazepa）飾演葛蕾特（Gretel）

## 劇集
| 集數 | 標題     | 導演                | 編劇 | 上線日期      |
| ---- | -------- | ------------------- | --- | ------------- |
| 1    | 兄弟戰友 | 亞伯·休斯           | 格雷格·柯立芝＆柯克·沃德與蕭恩·西蒙斯                                                                            | 2023年9月22日 |
| 2    | 對主盡忠 | 夏洛特·布蘭斯特羅姆 | 故事構思 ：蕭恩·西蒙斯與格雷格·柯立芝＆柯克·沃德＆肯·克里斯滕森 劇本創作 ：格雷格·柯立芝＆柯克·沃德＆蕭恩·西蒙斯 | 2023年9月29日 |
| 3    | 痛苦劇院 | 亞伯·休斯           | 格雷格·柯立芝＆柯克·沃德＆肯·克里斯滕森                                                                          | 2023年10月6日 |

## 製作

### 發展
2017年6月，宣布查德·史塔赫斯基和德瑞克·柯斯達打算推出一部有著《捍衛任務》角色的電視劇，獅門影業將其暫定名為《The Continental》。該劇主要敘述著電影中的大陸飯店，以及來到此休息的各種殺手、地下人士。同年，據報導，電影主演基努·李維有望再次飾演約翰·維克一角。
2018年1月，該劇由Starz頻道負責發展。克里斯·柯林斯將擔任該劇的統籌和編劇，而大衛·雷奇、史塔赫斯基、李維都將擔任執行製片人；此外，史塔赫斯基也會執導試播集。2019年7月，官方證實該劇設定於系列電影的前傳。經過一段時間的延遲後，官方於2020年1月中旬宣布該劇定於2021年推出。2021年4月，獅門宣布該劇將圍繞1970年代的年輕版溫斯頓展開。第一季以三集90分鐘劇集組成。格雷格·柯立芝、柯克·沃德和蕭恩·西蒙斯的構想被獅門採用，他們成為影集的開發者及製片人，亞伯·休斯和夏洛特·布蘭斯特羅姆受聘擔任導演。

### 選角
2018年1月，在宣布該劇確認執行的同時，也證實基努·李維將會在部分集數飾演約翰·維克。2021年10月，梅爾·吉勃遜將參與演出，其他演出陣容包括柯林·伍德爾、休伯特·柏恩特-杜·魯爾（Hubert Point-Du Jour）、潔西卡·艾倫（Jessica Allain）、蜜雪兒·普拉達、楊紅絨及班·羅伯森。

### 拍攝
影集於2021年11月在匈牙利布達佩斯開拍。

## 發行
2022年8月15日，Starz將該影集賣給了串流媒體服務孔雀。影集2023年9月22日開播。

## 外部連結
- 互联网电影数据库（IMDb）上《刺客旅館：捍衛任務世界》的资料（英文）
- 豆瓣电影上《刺客旅館：捍衛任務世界》的資料 （简体中文）